# Espérance (vertu)

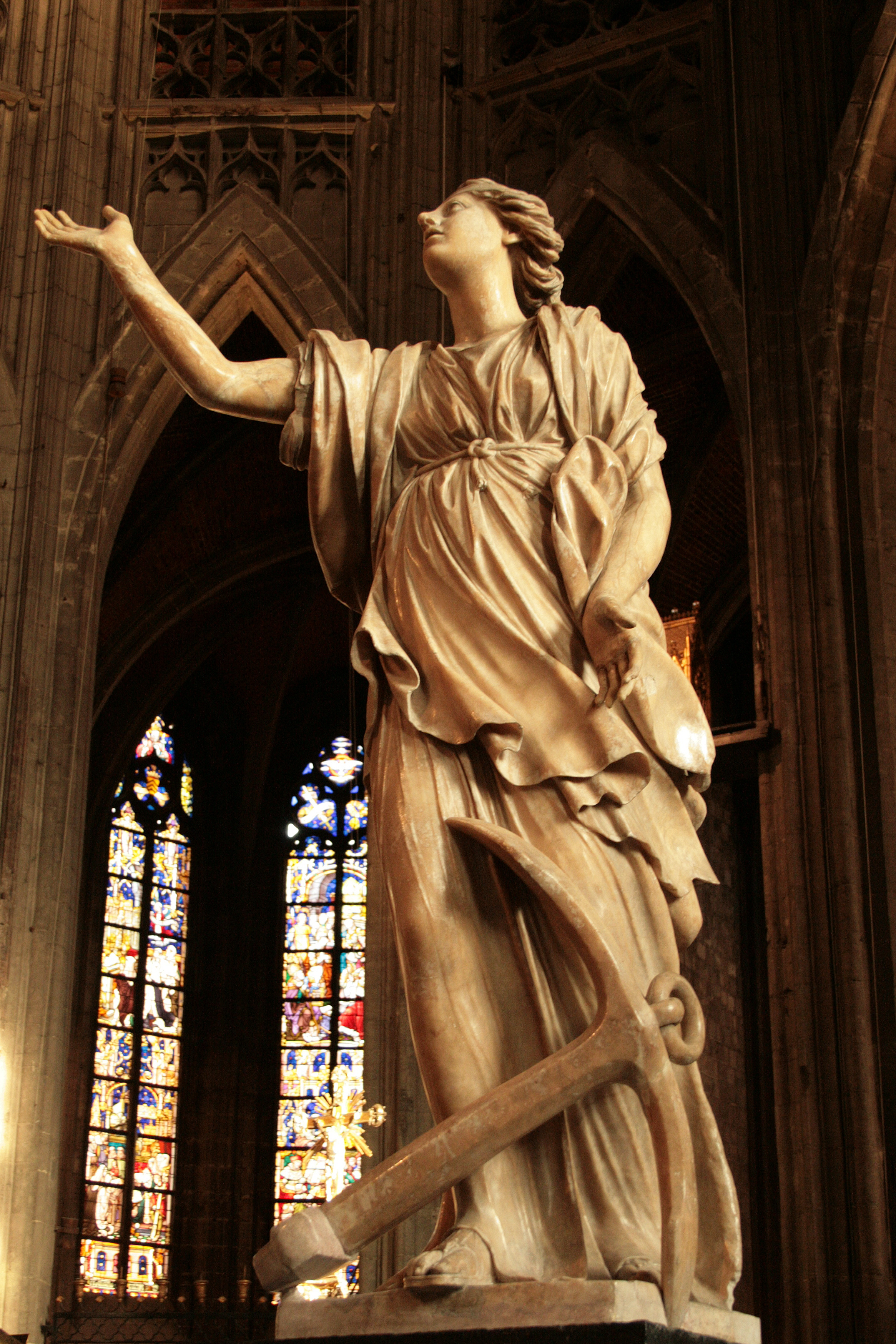
L'Espérance, statue de Jacques Du Brœucq, vers 1541-1545, collégiale Sainte-Waudru de Mons, Belgique.

Pour les articles homonymes, voir Espérance.
 (juillet 2025).
L'espérance est un vertu chrétienne par laquelle les croyants mettent leur confiance en la promesse de Dieu d'une vie éternelle après la mort. Elle est l'une des trois vertus théologales, avec la foi et la charité.
Elle a des racines dans le judaïsme, et est distincte de l'espoir, qui est une notion plus profane. 

## Judaïsme
L'idée d'éternité remonte aux origines mêmes de l'humanité, elle s'exprime de façon explicite, entre autres, dans l'Égypte pharaonique. Plus tard, le zoroastrisme prédit l’avènement d'un sauveur suprême.
Au VIe siècle av. J.-C., quand est rédigé le Livre de Daniel, se répand l'idée de la résurrection et de la vie éternelle pour chaque membre de la communauté juive. Raison pour laquelle la tradition chrétienne (tant du côté catholique que du côté orthodoxe) rangera ensuite Daniel parmi les quatre grands prophètes, avec Isaïe, Jérémie et Ézéchiel.
L'espérance est alors vécue comme « ce qui s'oppose à l'épreuve » et « permet de la surmonter »[réf. nécessaire].

## Christianisme

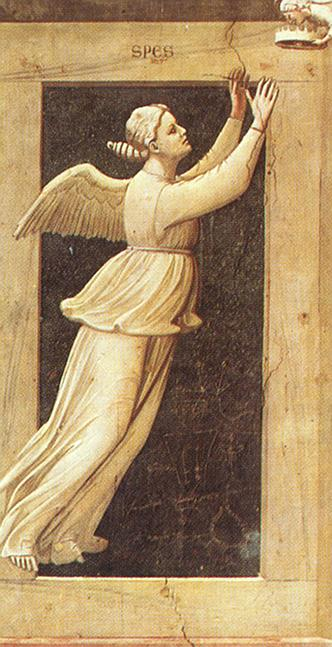
L'Espérance, peinture allégorique de Giotto à Padoue.

### Espérance des débuts du christianisme au Moyen Âge
L’espérance est « l’ancre de l’âme », sûre et ferme, « qui pénètre ... là où est entré pour nous, en précurseur, Jésus » (He 6,19-20). Elle est aussi une arme qui protège dans le combat du salut : « Revêtons la cuirasse de la foi et de la charité, avec le casque de l’espérance du salut » (1 Th 5,8). Elle procure la joie, y compris dans l’épreuve même : « avec la joie de l’espérance, constants dans la tribulation » (Rm 12,12).
Pour l'apôtre Paul (Ier siècle), l’espérance chrétienne trouve son origine et son modèle chez les Hébreux, dans l’attitude d’Abraham dès lors qu'il se sent purifié par l’épreuve du sacrifice : « Espérant contre toute espérance, il crut et devint ainsi père d’une multitude de peuples » (Rm 4, 18). Elle est décrite dès le début de la prédication de Jésus dans l’annonce des Béatitudes. [réf. nécessaire]
Traditionnellement, l’espérance est considérée — avec la foi et la charité — comme l'une des trois vertus théologales du christianisme et qui prennent source dans la Première épître aux Corinthiens (1 Co 13, 13).
Au Moyen Âge, l'Église complète les trois vertus théologales par les quatre vertus cardinales qui, elles, apparaissent chez Platon, dans La République, puis se développent dans le judaïsme hellénistique : la prudence, la tempérance, la force d'âme (ou courage) et la justice.
L'ensemble de ces sept caractéristiques forment les vertus catholiques, que l'art chrétien représente fréquemment, de façon allégorique, sous la forme de figures féminines.

### Espérance dans le catholicisme

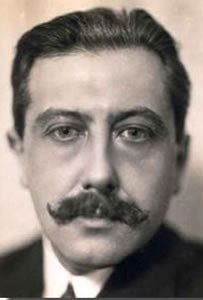
Georges Bernanos oppose l'espérance à l'espoir et la relie au contraire au désespoir.

Le célèbre Catéchisme de Pie X apporte en 1905 une définition de l'espérance : 

« L’Espérance est une vertu surnaturelle, infuse par Dieu dans notre âme, par laquelle nous désirons et nous attendons la vie éternelle que Dieu a promise à ses serviteurs, et les secours nécessaires pour l’obtenir. »

Georges Bernanos (1888-1948) fait partie des intellectuels catholiques qui s'efforcent de distinguer l'espérance de l'espoir.
Selon le Catéchisme de l'Église catholique de Jean-Paul II (1992), la vertu d’espérance répond à l’aspiration au bonheur placée par Dieu dans le cœur de tout homme. Elle assume les espoirs qui inspirent les activités des hommes et les purifie pour les ordonner au Royaume des cieux :

« L’espérance est la vertu théologale par laquelle nous désirons comme notre bonheur le Royaume des cieux et la Vie éternelle, en mettant notre confiance dans les promesses du Christ et en prenant appui, non sur nos forces, mais sur le secours de la grâce du Saint-Esprit. »

En 2007, dans sa seconde encyclique intitulée Spe salvi (« Sauvés dans l'espérance »), le pape Benoît XVI écrit ces mots :

« La vraie, la grande espérance de l'homme, qui résiste malgré toutes les désillusions, ce peut être seulement Dieu. (...) Nous avons besoin des espérances — des plus petites ou des plus grandes — qui, au jour le jour, nous maintiennent en chemin. Mais sans la grande espérance, qui doit dépasser tout le reste, elles ne suffisent pas. Cette grande espérance ne peut être que Dieu seul, qui embrasse l'univers et qui peut nous proposer et nous donner ce que, seuls, nous ne pouvons atteindre. »

### Espérance dans les Églises protestantes
Tout en étant fondée sur le salut par la grâce, la théologie protestante traditionnelle concernant l'espérance diffère assez peu de la conception catholique exposée ci-dessus, témoin ce commentaire sur Romains 5/1-5 publié par l'Église protestante unie de France : 

« La Réforme a redécouvert que, par lui-même, l’être humain est incapable d’établir une relation de confiance avec Dieu et que c’est Dieu qui a rétabli cette relation saine et harmonieuse, que c’est Dieu qui a réconcilié l’être humain avec lui-même. C’est cela qu’on a appelé le salut par grâce. C’est le cœur du message évangélique. L’apôtre Paul expose ici les fondements de la foi chrétienne et il tire toutes les conséquences de cette réconciliation de Dieu avec l’homme : la justice nous conduit à la paix, la paix à l’espérance, l’espérance à la gloire de Dieu. Mais que dire lorsque les épreuves et les difficultés viennent obscurcir la vie du croyant ? L’apôtre indique une autre série de conséquences en chaîne : la détresse nous conduit à la persévérance, la persévérance à la fidélité éprouvée, et la fidélité éprouvée à l’espérance. Cette espérance ne se fonde pas sur des illusions qui viendraient de l’imagination humaine, mais sur la réalité concrète. Et l’apôtre Paul sait de quoi il parle. Il en a connu, des épreuves et des difficultés. L’espérance est donc le passage obligé de tout chrétien, comme un aboutissement obligé. Pour l’apôtre, Dieu fait triompher l’espérance dans toutes les situations, même les plus désespérées. »

Jurgen Moltmann (1926-2024)
Publiée en 1964, la Théologie de l'espérance de Jürgen Moltmann est influencée par l’orientation eschatologique du philosophe marxiste Ernst Bloch. Le désir de Moltmann d'axer sa théologie sur les évolutions du monde moderne, consécutivement au « progrès technique », est parfois comparée à la théologie de la libération, qui se développe à la même époque : « Tant que l’espérance ne s’empare pas, pour les transformer, de la pensée et de l’action des hommes, elle reste à rebours du bon sens et inefficace. ». Mais Moltmann se défend vigoureusement d'être marxiste et estime que l'espérance de Bloch n'est qu'une reprise séculière de l'espérance chrétienne.
Jacques Ellul (1912-1994)
En 1972, dans son livre L'Espérance oubliée, Jacques Ellul estime que dans la société actuelle, le concept d'espérance n'a plus aucun sens. Selon lui, l'époque est celle de la déréliction : Dieu s'est "absenté", il ne parle plus aux hommes. Non pas parce qu'il les abandonne mais au contraire parce que, respectant leur volonté d'être libres de leurs choix, il tient à les laisser seuls responsables de leurs actes et de leurs croyances, y compris l'athéisme. Il ne leur parle plus, du fait qu'ils ne veulent pas l'entendre ni même entendre parler de lui. Certes, il ne se ferme pas à ceux qui, individuellement, croient en lui, mais il n'intervient plus dans leur histoire collective ni même dans celle de l'Église, du fait qu'elle-même se conforme aux exigences du "monde moderne". « Si le Saint-Esprit agissait, ça se verrait ».

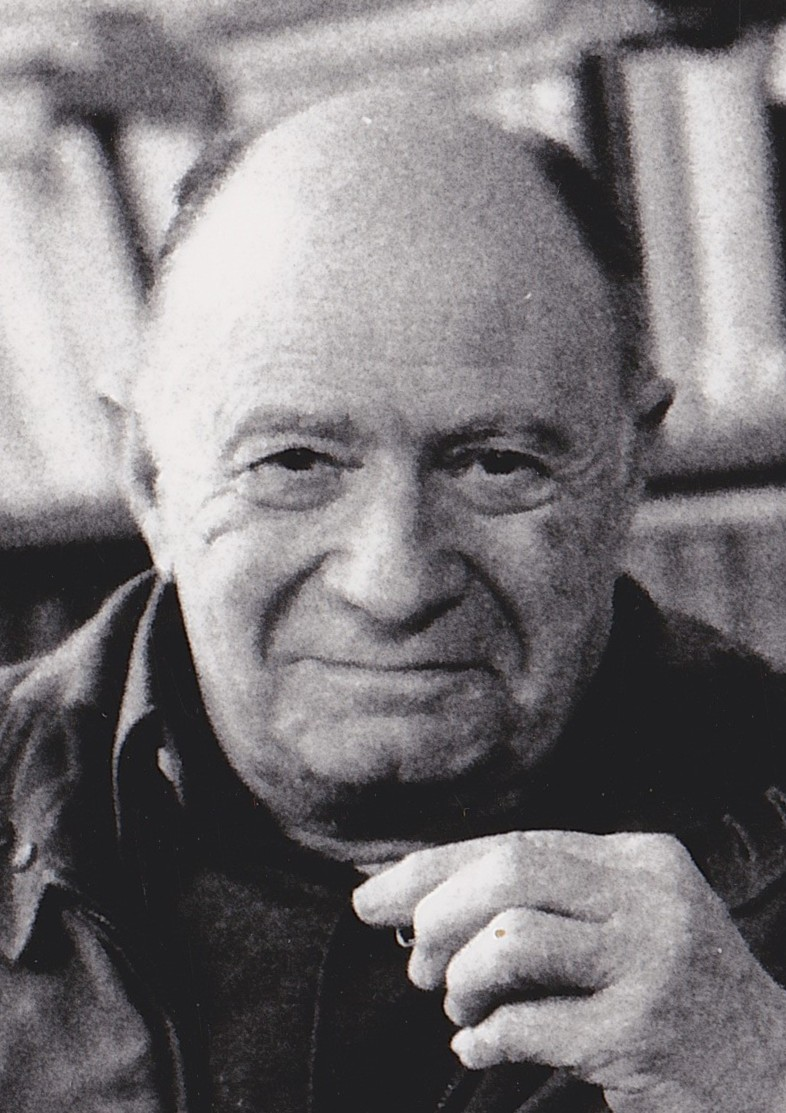
Jacques Ellul

Bien qu'amer, le désespoir qui accompagne ce constat est, selon Ellul, salutaire dès lors qu'il repose sur la lucidité concernant l'idée de modernité. Alors que tous les idéaux vantés par les philosophies humanistes — à commencer par celui du progrès — se sont révélés illusoires, estime t-il, les humains sont devenus les serviteurs des machines, et plus généralement de la technique, qui étaient censées les servir. Or, poursuit-il, il faut distinguer et même opposer les mots "espoir" et  "espérance" : « c'est seulement lorsqu'il n'y a plus d'espoir que peut poindre l'espérance ». Ellul identifie en effet l'espoir à l'illusion que tout peut s'arranger sans la présence de Dieu. Or, selon lui, l'espérance n'a de place que quand tout est jugé désespéré : « L'espoir est la malédiction de l'homme. Car l'homme ne fait rien tant qu'il croit qu'il peut y avoir une issue qui lui sera donnée. Tant que, dans une situation terrible, il s'imagine qu'il y a une porte de sortie, il ne fait rien pour changer la situation. »
À l'inverse, conclut Ellul, cultiver l'espérance, c'est, contre toute raison, croire en la promesse donnée par Dieu. Dans son commentaire sur le Livre de l'Apocalypse, il avance qu'il « y a affirmation de l'espérance quand Dieu se tait ou détourne sa face, quand la Parole de Dieu se fait rare, quand elle nous semble morte. Tant que la Parole de Dieu est vivante, dite, crue, entendue, reçue, l'espérance n'a aucune raison d'être : nous sommes ici dans le domaine de la foi (...) L'espérance c'est précisément dans ce désert, dans ce silence de Dieu qu'elle continue à affirmer que la promesse c'est déjà l'accomplissement ».
Pour Ellul, l'espérance ne peut advenir chez les chrétiens eux-mêmes que s'ils ressentent le silence de Dieu non pas passivement mais au contraire de façon assumée : « L'espérance est la réponse de l'homme au silence de Dieu » (...)« L'espérance n'est pas la résignation, l'acceptation passive que Dieu se tait, se cache, abandonne ; elle est l'exigence devant Dieu qu'il se révèle pour qui il a dit qu'il était ». Elle repose sur un refus radical d'amalgamer le Royaume de Dieu et tout système politico-social. Ces deux domaines sont incompatibles, inassimilables. Servir l'un, c'est trahir l'autre. L'espérance, c'est la libération de toutes les idéologies.
En tout cela, Ellul prolonge la réflexion de Kierkegaard, pour qui la chrétienté était « la déchéance du christianisme » et l'espérance « l'attente de l'impossible ».

## Représentations allégoriques
L'espérance est fréquemment représentée sous forme allégorique dans les arts, soit seule, soit associée aux deux autres vertus théologales.
Selon Cesare Ripa, l'espérance est représentée sous la forme d'une femme jeune, habillée de vert, portant une couronne de fleurs et tenant dans ses bras un Amour à qui elle donne le sein : les fleurs font espérer les fruits et l'allaitement fait vivre le petit enfant. La jeune femme peut aussi être habillée d'une robe jaune parsemée de fleurs en marchant sur la pointe des pieds, car l'espérance n'est pas ferme.
L'espérance est également associée à l'ancre marine, symbole chrétien qui remonte au Nouveau Testament,.

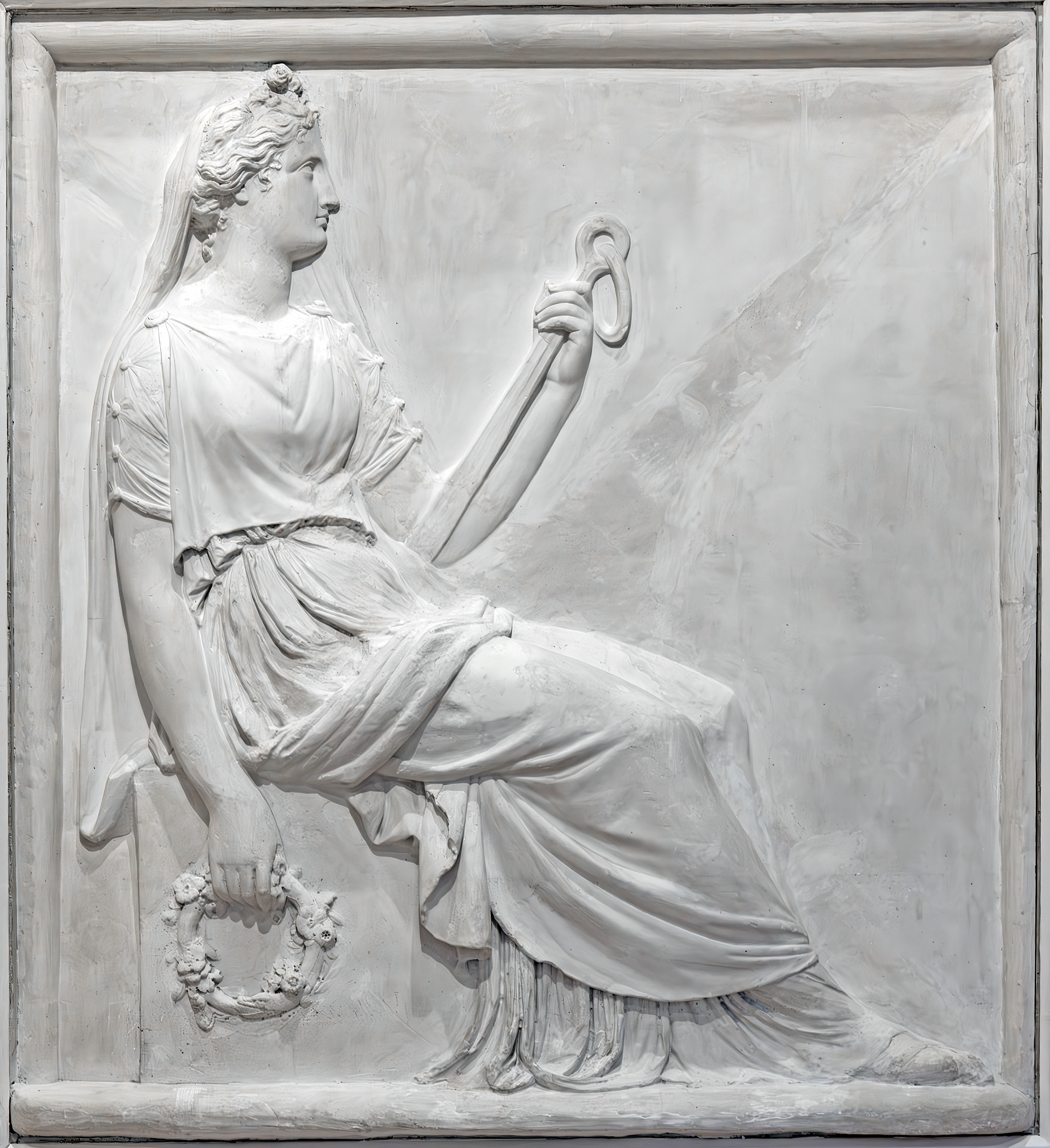
L'Espérance selon Antonio Canova Musée Correr
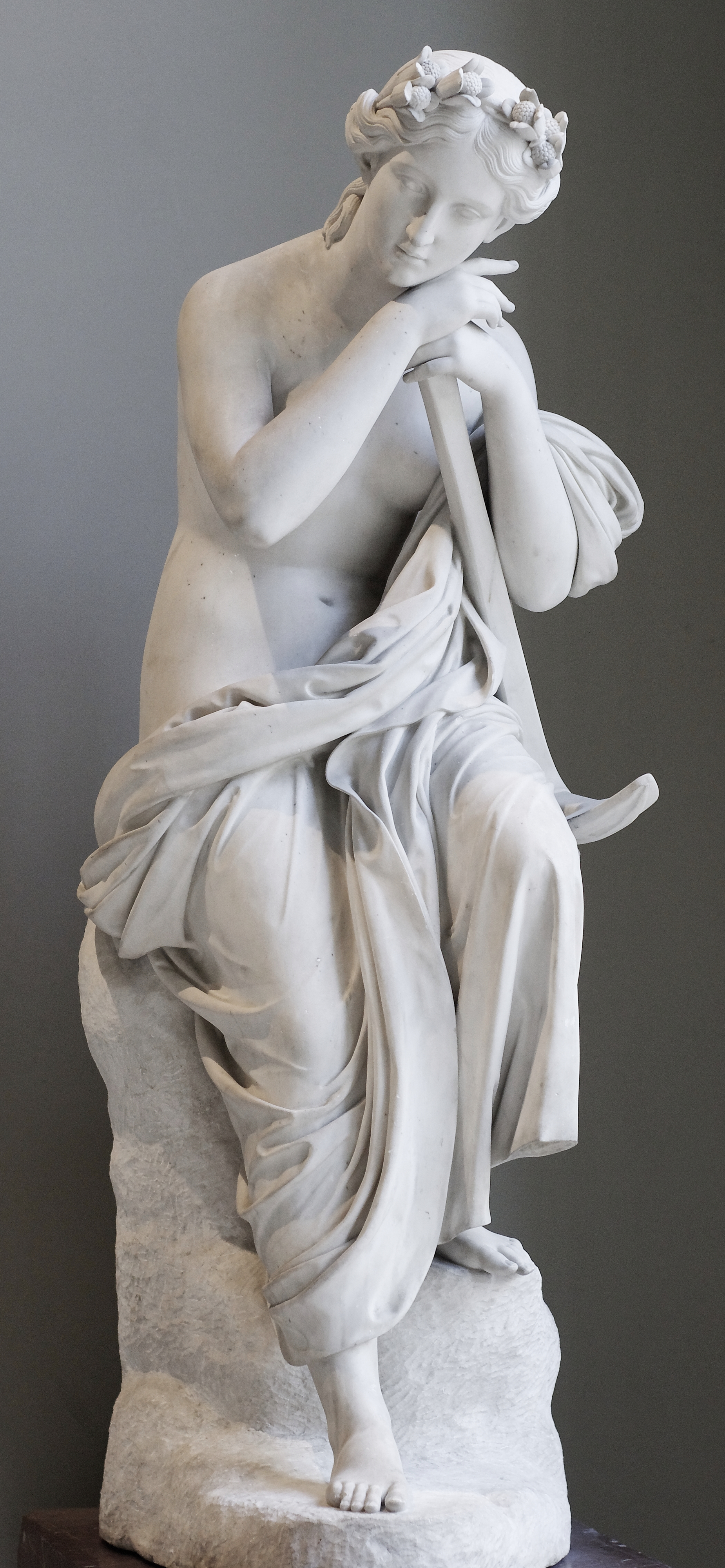
L'Espérance reposant sur une ancre, par Paul Le Moyne
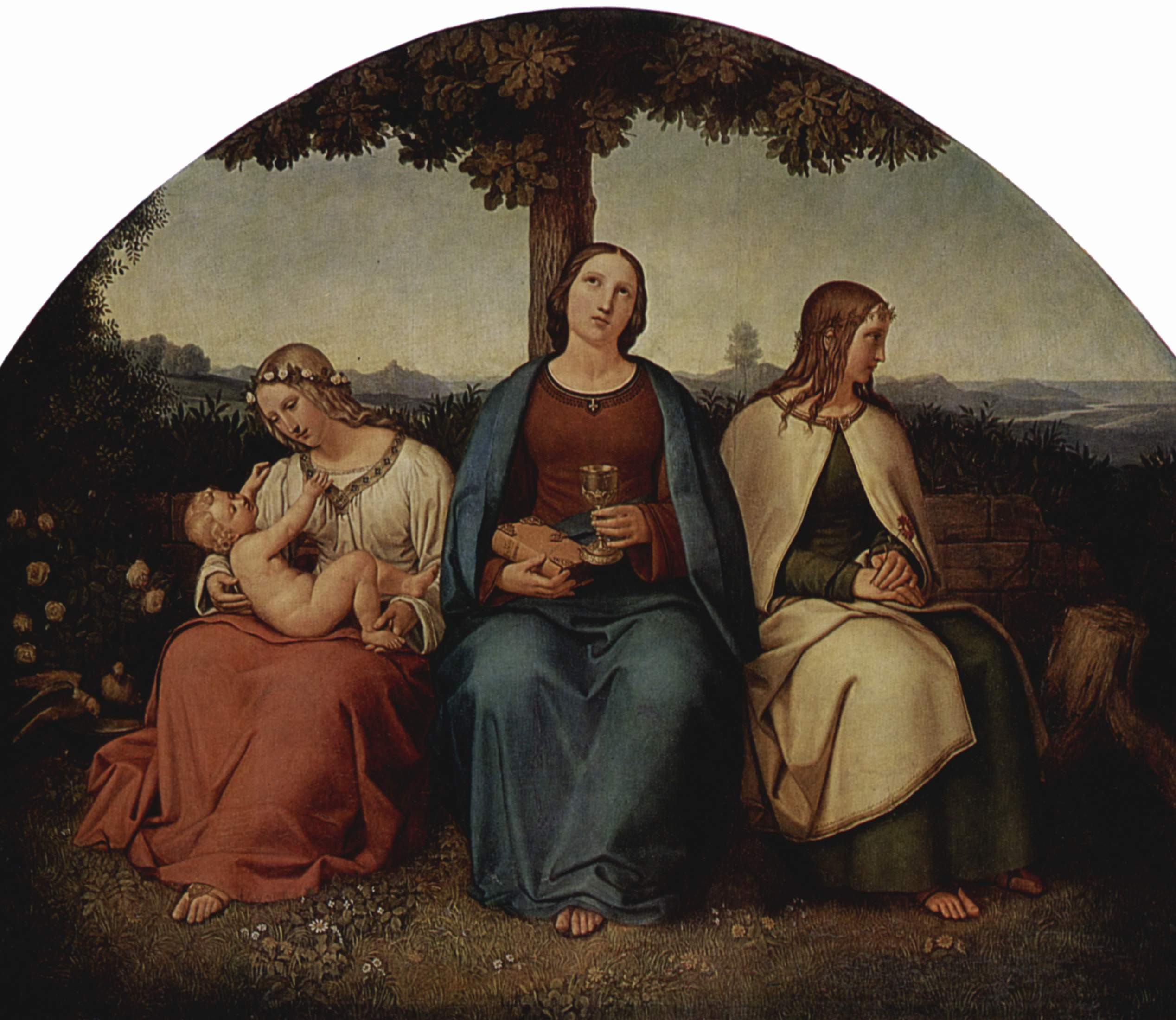
La Charité, la Foi et l'Espérance, par Heinrich Maria von Hess